# Home at Last
Home at Last è il decimo album in studio del cantante statunitense Billy Ray Cyrus, pubblicato nel 2007.

## Tracce
1. Ready, Set, Don't Go – 4:06 (Billy Ray Cyrus, Casey Beathard)
2. The Beginning – 3:56 (Jack Wallin)
3. The Buffalo – 3:55 (Tom Douglas, Andy Goldmark)
4. Flying By – 3:57 (Joanna Smith, Tom Hambridge, Jeffrey Steele)
5. Brown Eyed Girl – 3:43 (Van Morrison)
6. Don't Give Up on Me – 3:22 (Walt Aldridge, James LeBlanc)
7. You've Got a Friend (featuring Emily Osment) – 4:24 (Carole King)
8. You Can't Lose Me – 4:01 (Diane Warren)
9. Can't Live Without Your Love – 3:42 (Brad Crisler, LeBlanc)
10. My Everything – 3:29 (Cyrus)
11. Put a Little Love in Your Heart – 3:12 (James R. Holiday, James Randy Myers, Jackie DeShannon)
12. Over the Rainbow – 5:18 (Harold Arlen, E. Y. "Yip" Harburg)
13. Stand – 3:58 (Cyrus, Adam Watts, Andy Dodd)
14. Ready, Set, Don't Go (featuring Miley Cyrus) – 3:48 (Cyrus, Beathard)